# Джиллингем, Скотт
Скотт Джиллингем (англ. Scott Gillingham) — канадский государственный и политический деятель. Действующий мэр Виннипега, избранный 26 октября 2022 года. До избрания мэром был членом городского совета Сент-Джеймса с 2014 по 2022 год. 1 ноября 2022 года был приведен к присяге в качестве мэра Виннипега.

## Биография
Родился в Брандоне (Манитоба), вырос на ферме недалеко от Кармана. В юности играл в хоккей, в том числе выступал за Steinbach Hawks, Dauphin Kings и Winkler Flyers из Молодёжной хоккейной лиги Манитобы.
Являлся пастором-пятидесятником, прежде чем заняться политикой в 2014 году в качестве члена городского совета Виннипега. В 2021 году рассматривал возможность баллотироваться на выборах руководства «Прогрессивно-консервативной партии» Манитобы в 2021 году, но решил не делать этого, сославшись на график. В 2022 году был избран мэром Виннипега.